# Livet på månen
Livet på månen (Il mondo della Luna) är en komisk opera buffa (Dramma giocosa) i tre akter av Joseph Haydn med text av Carlo Goldoni.

## Historia
Operan skrevs med anledning av furst Esterhazys sons trolovning sommaren 1777. Det är en äkta opera buffa med glada, folkliga melodier och en fin karaktärsbeteckning. Handlingen kretsar kring samma ämne som var så vanligt i den italienska stilen: den gamle förmyndaren som själv vill ha sin myndling eller kammarjungfru men inte unnar sina egna döttrar lyckan. Operan uruppfördes den 3 augusti 1777 på slottet Esterházy i Eisenstadt. 
Svensk premiär den 22 augusti 1969 på Drottningholmsteatern.

## Personer
- Ecclitico, astrolog (tenor)
- Ernesto (baryton eller tenor, ursprungligen sopran)
- Buonafede (bas)
- Clarice (sopran)
- Flamina (sopran)
- Lisetta, Buonafedes kammarjungfru (mezzosopran)
- Cecco, Ernestos betjänt (tenor)

## Handling
Akt I
Ecclitico har satt upp en stjärnkikare som visar bilder av olika figurer. Han får besök av Buonafede, vars dotter Clarice han är förälskad i, och inbillar honom att dessa figurer lever på månen. Han vet att Buonafede grubblar mycket på just detta. Eccliticos vän Ernesto är kär i Buonafedes andra dotter Flamina, och eftersom Ernestos tjänare Cecco är intresserad av gubbens kammarjungfru Lisetta beslutar de tre paren att med hjälp av Eccliticos kikare få Buonafede att ge sitt samtycke till de tre bröllopen. Ecclitico lurar i Buonafede att han har fått en inbjudan att besöka månen med hjälp av en trolldryck. Buonafede är eld och lågor inför utsikten att följa med och häller i sig hälften av trolldrycken, som är ett sömnmedel.

Akt II
Då han vaknar befinner han sig i Eccliticos trädgård som är förvandlad till ett månlandskap. Han blir hänförd över den skönhet som möter honom och ber månkejsaren - Cecco i förklädnad - att också hans döttrar och kammarjungfru skall få del av denna lycksalighet. Lisetta, som inte är invigd i planen, förs in med en bindel för ögonen men förhåller sig skeptisk tills Buonafede påstår att det är han som har låtit hämta henne till månen eftersom han saknade henne. Då han blir närgången går månkejsaren emellan, och Listta känner genast igen Cecco.
De båda systrarna anländer med hjälp av en hiss, och när Cecco kröner Lisetta till sin gemål vill han samtidigt förena Ernesto med Flamina och Ecclitico med Clarice. Buonafede ger månkejsaren nyckeln till kistan med flickornas hemgift.
Akt III
Då Buonafede upptäcker att han har blivit dragen vid näsan blir han ursinnig, men de tre paren håller honom instängd i Eccliticos hus tills han inser att han själv bär skulden till intrigen och har gett sin välsignelse till de tre bröllopen